# مارة (المخادر)

تعديل مصدري - تعديل

مارة هي إحدى قرى عزلة الشرف بمديرية المخادر التابعة لمحافظة إب، بلغ تعداد سكانها 198 نسمة حسب تعداد اليمن لعام 2004.